# 呼和浩特体育场
呼和浩特体育场，也称呼和浩特市体育场，简称呼市体育场，是一座位于内蒙古自治区呼和浩特市新城区成吉思汗大街南的体育场。相对建于1952年呼和浩特市人民体育场（“老体育场”），呼和浩特体育场在当地被称为“新体育场”。体育场工程于2005年6月开工，2007年7月6日完工并投入使用。建设投资6亿元人民币。体育场目前主要使用者为中甲俱乐部内蒙古中优足球俱乐部。
呼和浩特体育场设标准400米田径跑道、足球场、田径赛场，可承办大型体育赛事。内蒙古自治区成立60周年纪念大会的主会场就设在这里。呼和浩特体育场成为了呼和浩特市的地标之一。

## 主要活動

### 體育比賽
2009年9月30日，中国国家队在呼和浩特市体育场与博茨瓦纳队进行热身赛。经过90分钟对战，高洪波领军的中国国家队依靠郜林、曲波、赵鹏和于海的各一粒入球4-1完胜非洲鱼腩博茨瓦纳，结束了此前（常规时间内）三连平的尴尬记录，同时也追平了高家军组队以来的单场净胜球纪录，在祖国喜迎60年国庆大典前夜国足用一场胜利献礼。
2012年，呼和浩特东进足球队把呼和浩特体育场作为主场进行了2012中国足球甲级联赛，最终以第16名身份遭降级。
2013年6月6日，呼和浩特市体育场举办中国之队国际友谊赛：中国队VS乌兹别克斯坦队。 中国队由王永珀在上半时打进一球，遗憾的是中国队被乌兹别克斯坦队逆转。以1:2的的结果输掉了这场比赛。
2015年，呼和浩特中优足球队把呼和浩特体育场作为主场进行了2015中国足球甲级联赛，最终取得联赛第6名的成绩。

### 文娛演出
- 2007年8月18日，周華健《周華健2007呼和浩特朋友演唱會》（呼和浩特站）
- 2007年9月1日，劉德華《Wonderful World 中國巡迴演唱會》（呼和浩特首站）
- 2010年8月1日，S.H.E《愛而為一世界巡迴演唱會》（呼和浩特站）
- 2011年9月3日，張學友《1/2世紀世界巡迴演唱會》（呼和浩特站）
- 2013年7月27日，五月天《諾亞方舟世界巡迴演唱會 NOW-HERE World Tour》（呼和浩特站）
- 2015年7月4日，陳奕迅《 ANOTHER EASON's LIFE 世界巡迴演唱會》（呼和浩特站）
- 2017年7月8日，五月天《LIFE人生無限公司巡迴演唱會》（呼和浩特站）
- 2018年7月6日，張學友《A CLASSIC TOUR 學友.經典世界巡迴演唱會》（呼和浩特站）
- 2023年8月17~20日，周杰倫《嘉年華世界巡迴演唱會》（呼和浩特站）
- 2024年5月18~19日， 张杰《未·LIVE - 开往1982巡回演唱会》（呼和浩特站）
- 2024年7月5~6日，薛之谦《天外来物世界巡回演唱会》（呼和浩特站）[7]
- 2024年7月21日， 鄧紫棋《G.E.M. I AM GLORIA 世界巡迴演唱會 》(呼和浩特站)